# Cảng Shahid Rajaee
Cảng Shahid Rajaee (tiếng Ba Tư: بندر شهید رجایی) là một trong hai phần của cảng Bandar Abbas, phía nam tỉnh Hormozgan, Iran, nằm ở bờ bắc của eo biển Hormuz ở miền nam Iran. Cảng Shahid Rajaee cách cảng Bandar Abbas khoảng 14,5 km (9 hải lý) về phía tây nam.
Diện tích của cảng Shahid Rajaee khoảng 2400 ha. Cảng có khả năng xếp dỡ 70 triệu tấn hàng hóa mỗi năm, con số này bao gồm 3 triệu TEU hàng container. Cảng Shahid Rajaee bao gồm 23 cầu cảng có độ sâu 15 mét. Tổng thể kho có mái che diện tích hơn 19 ha. Cảng có 23,5 km đường sắt nội địa.
Du khách hàng hải nhập cảnh vào Iran qua cảng Shahid Rajaee có thể nhận được thị thực khi đến. Cảng Shahid Rajaee là một Đặc khu kinh tế.

## Thống kê
Cảng Shahid Rajaee chịu trách nhiệm 85% tổng lượng hàng bốc dỡ được thực hiện tại các cảng của Iran. Đến năm 2011, cảng Shahid Rajaee đứng thứ 44 trong số 3500 cảng lớn của thế giới. Theo Tổng giám đốc của Tổ chức Hàng hải và Cảng Hormozgan, lượng container xuất khẩu từ cảng Shahid Rajaee trong thời gian từ ngày 21 tháng 3 đến ngày 22 tháng 8 năm 2021 đã tăng 28% so với cùng kỳ năm trước, tức là từ ngày 20 tháng 3 đến ngày 21 tháng 8 năm 2020.
Vào cuối tháng 12 năm 2020, sáu biên bản ghi nhớ đã được ký kết giữa Tổ chức Hàng hải và Cảng Iran (PMO) và các công ty Iran về việc đầu tư khoảng 2,38 tỷ đô la cùng với 800 triệu euro bổ sung cho các dự án phát triển vùng nội địa của cảng Shahid Rajaee.